# St. Kilian (Lichtenau)

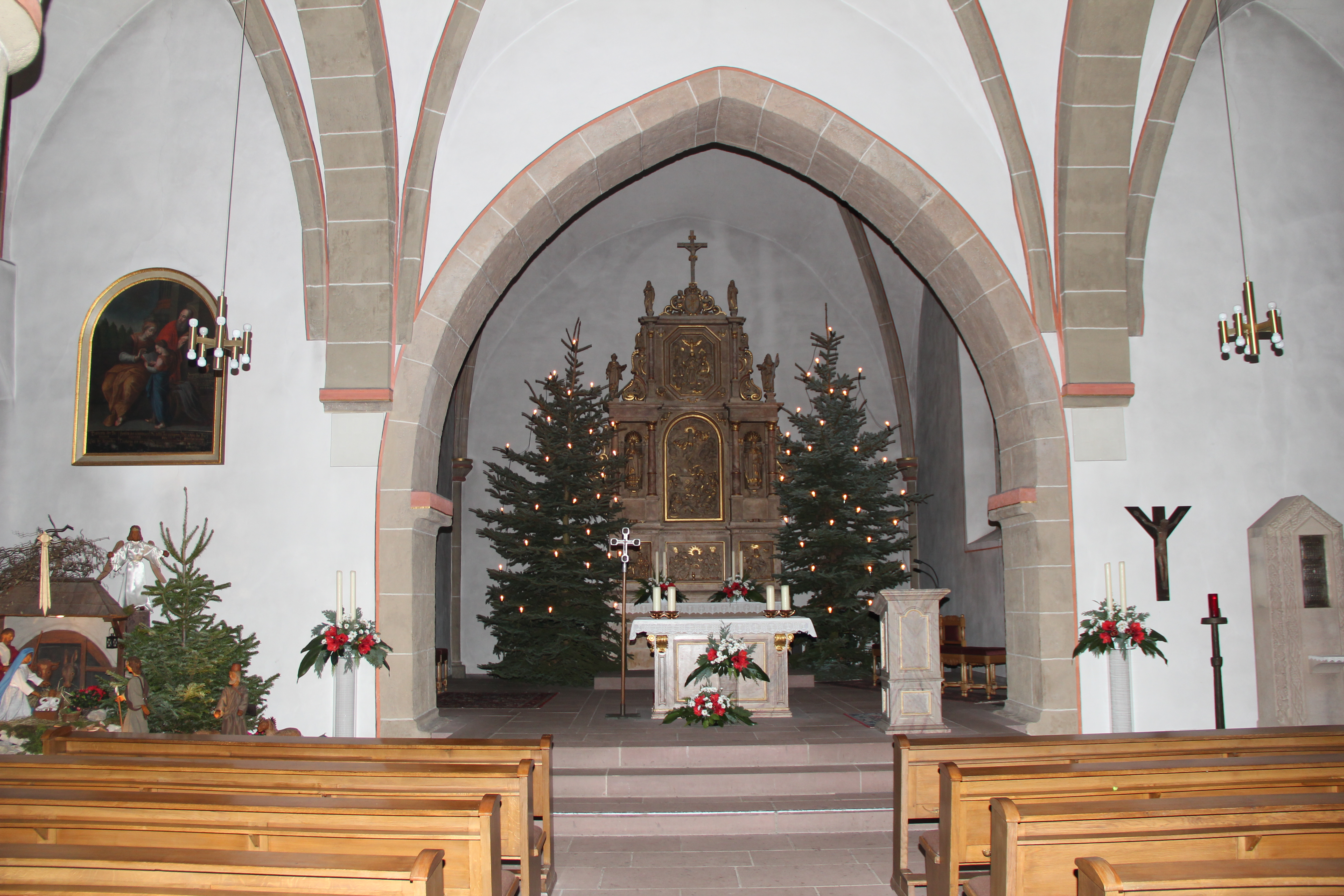
Innenansicht der Kirche St. Kilian in Lichtenau

Die Pfarrkirche St. Kilian steht in Lichtenau im Kreis Paderborn. Der Wehrturm der auf einem Hügel liegenden Kirche hat eine Höhe von 43 Metern. Die katholische Kirche und Gemeinde gehört zum Pastoralverbund Lichtenau des Dekanats Büren-Delbrück im Erzbistum Paderborn.

## Geschichte

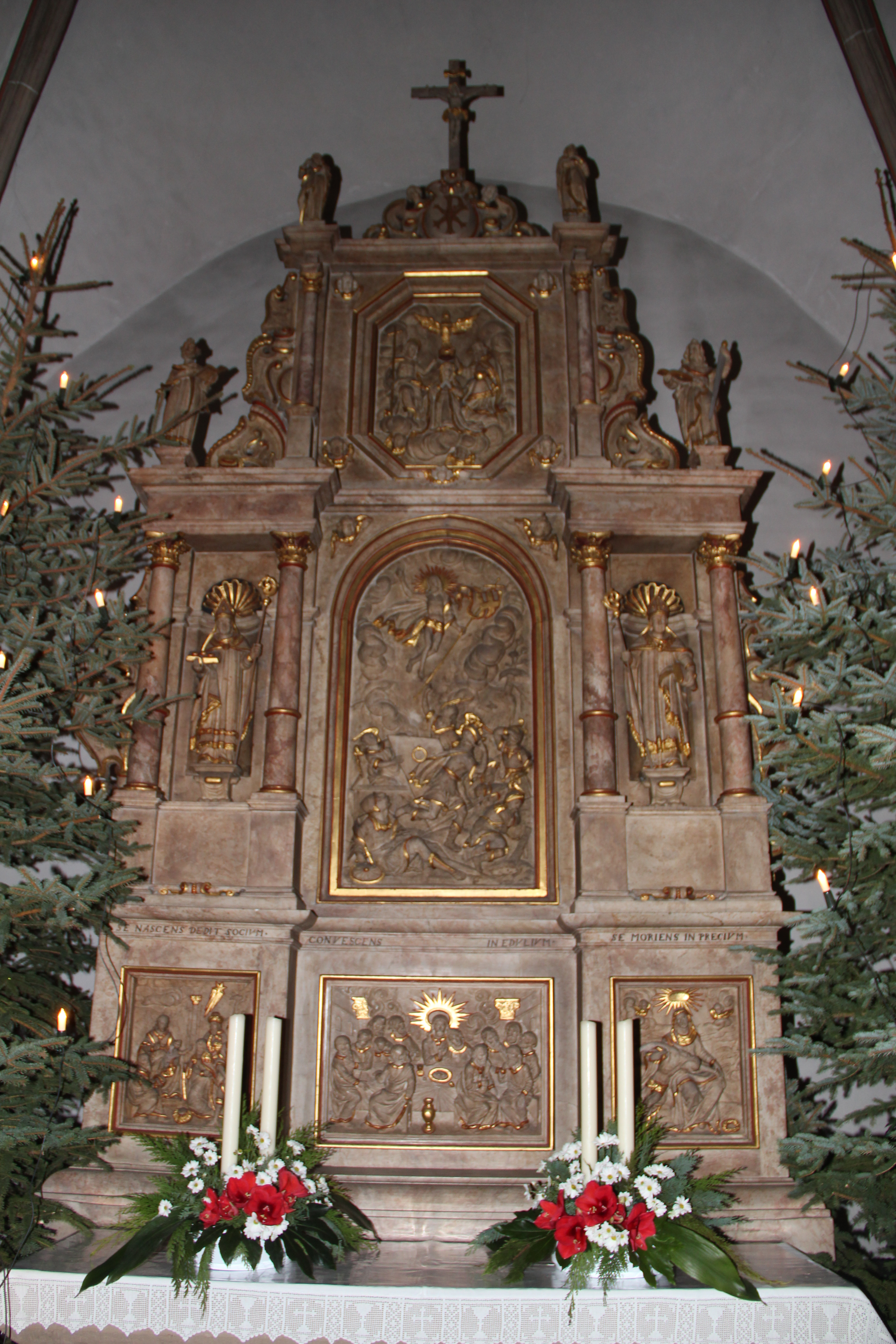
Hochaltar der Kirche St. Kilian in Lichtenau

Auswertungen der Steinmetzzeichen am Kirchenbauwerk haben ergeben, das mit dem Bau der Kirche wahrscheinlich im Jahre 1233 begonnen wurde. Das frühgotische Gebäude selber stammt wahrscheinlich aus dem Jahr 1273. 1483 brannte die Kirche nieder. Daraufhin wurde an den Chor angebaut. 
1670 wurde das Bauwerk durch die Initiative des Paderborner Fürstbischofs Ferdinand II. instand gesetzt, da es im Dreißigjährigen Krieg beschädigt wurde. Bei diesen Maßnahmen entstanden gleichzeitig das barocke Südportal und die Sakristei. 1624 bekam die Kirchengemeinde einen dreistöckigen Alabasteraltar im Renaissancestil von der Familie des Grafen von Westphalen als Grabaltar geschenkt. Katharina zu Löwenstein und ihr Mann Heinrich von Westphalen wurden unter dem Chor der Kirche beerdigt. 
Die Kirchenglocke stammt aus dem Jahr 1723. Die heutige Glocke soll an den Brand erinnern, der 1721 den Dachstuhl und die alte Glocke zerstörte. Ein Zufall verhinderte, dass die heutige Kirchenglocke im Zweiten Weltkrieg eingeschmolzen wurde. 
Die Kirche wurde im Jahr 1994 aufwändig renoviert. Die Kirche ist berühmt wegen ihrer Lichtenauer Weihnachtskrippe.

## Orgel

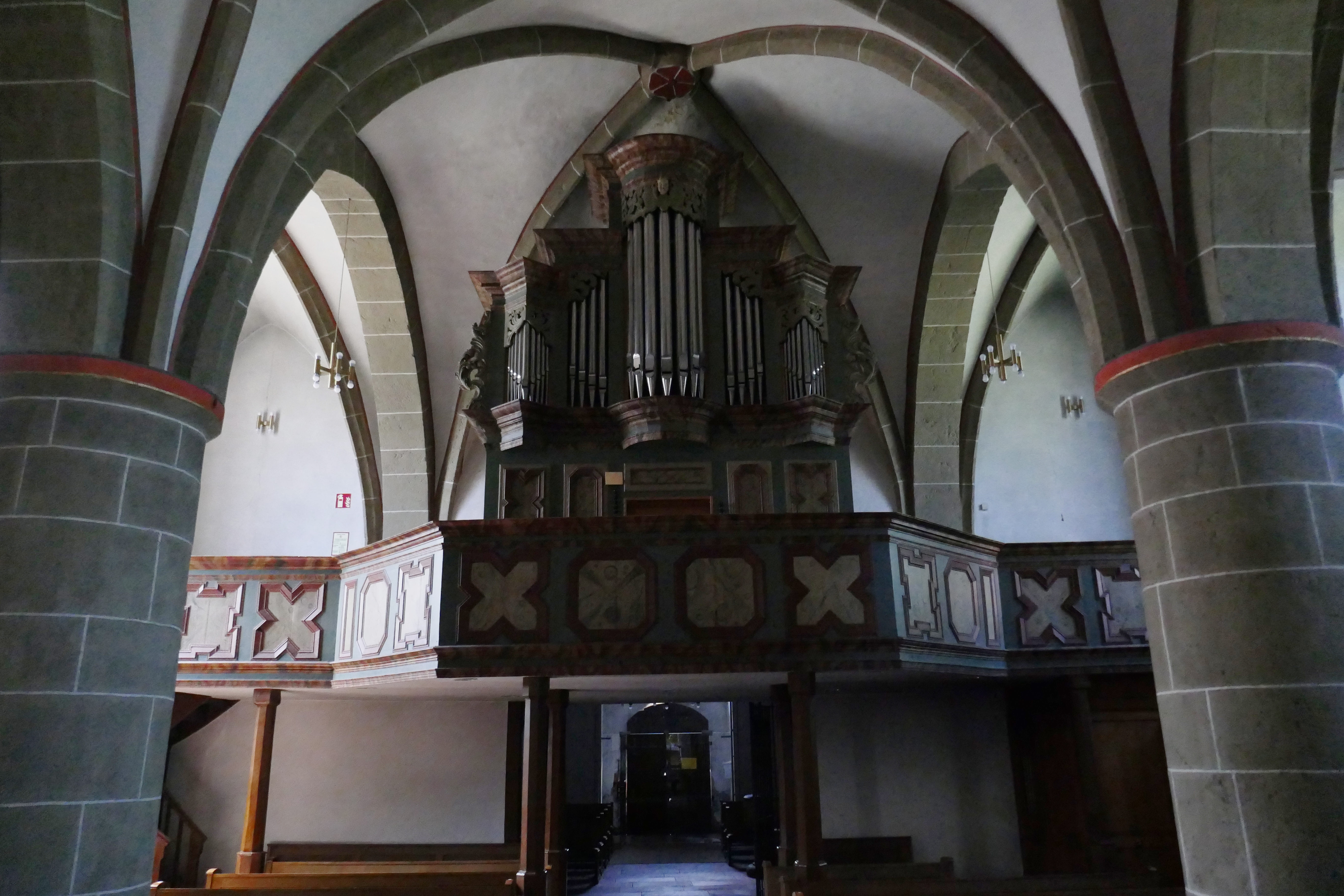
Orgel

Die Orgel wurde 1667 vom Bürener Orgelbauer Albert Pöttgen gefertigt. Das Gehäuse der Orgel ist heute noch im Originalzustand erhalten. Das Orgelwerk selbst wurde im Laufe der Zeit mehrfach umgebaut und verändert. Von Georg Carl Kuhlmann aus dem Jahr 1850 stammen noch zehn Register. Das Instrument hat heute 19 Register auf zwei Manualen und Pedal. Die Trakturen sind mechanisch. Die Orgel wurde zuletzt 1997 durch die Firma Speith-Orgelbau renoviert.
| I Hauptwerk C–g3 |               |       |
| 1.               | Principal     | 8′    |
| 2.               | Hohlflöte     | 8′    |
| 3.               | Octave        | 4′    |
| 4.               | Gedeckt       | 4′    |
| 5.               | Octave        | 2′    |
| 6.               | Cornett IV    | 4′    |
| 7.               | Mixtur III–IV | 1 ⁄3′ |
| 8.               | Trompete      | 8′    |

| II Brustwerk C–g3 |                  |    |
| 9.                | Bordun           | 8′ |
| 10.               | Salicional       | 8′ |
| 11.               | Geigenprincipal  | 4′ |
| 12.               | Flute harmonique | 4′ |
| 13.               | Flageolet        | 2′ |
| 14.               | Kleinmixtur      | 1′ |
| 15.               | Dulcian          | 8′ |
|                   | Tremulant        |    |

| Pedal C–f1 |              |     |
| 16.        | Subbass      | 16′ |
| 17.        | Principalbaß | 8′  |
| 18.        | Octave       | 4′  |
| 4.         | Posaune      | 16′ |

- Koppeln: II/I, I/P, II/P